# 栃木県教育委員会
栃木県教育委員会（とちぎけんきょういくいいんかい）は、栃木県の教育委員会である。

## 概要
栃木県内の教育に関する事務を所掌する行政委員会であり、6人の委員で構成される。2022年現在の教育長は、阿久澤真理。近年は、学力向上、高校改革などの教育改革に取り組んでいる。
広義では、教育委員会の執行機関である教育委員会事務局を含めて、教育委員会と呼ぶこともある。

## 組織
- 総務課 
  - 高校再編推進担当
  - 人権教育室
- 施設課
- 学校安全課
- 義務教育課
- 高校教育課
- 特別支援教育室
- 生涯学習課
- スポーツ振興課
- 文化財課
- 教育事務所 - 河内、上都賀、芳賀、下都賀、塩谷南那須、那須、安足
- 栃木県総合教育センター
- 栃木県立文書館
- 栃木県立図書館
- 青年の家 - 芳賀、太平

## 所在地
〒320-8501　栃木県宇都宮市塙田1-1-20
- 栃木県の公式文書では上記の住所が表記されるが、この住所は栃木県本庁舎の所在地であり、実際には本庁舎から南に300メートルほど離れた[3]宇都宮市本町3番9号にある[4]栃木県本町合同ビル（栃木県庁南別館）の3 - 5階に教育委員会事務局がある[5]。

## 市町村教育委員会
- 宇都宮市教育委員会
- 栃木市教育委員会